# Ephedrus longistigmus
Ephedrus longistigmus är en stekelart som beskrevs av Gardenfors 1986. Ephedrus longistigmus ingår i släktet Ephedrus och familjen bracksteklar. Inga underarter finns listade i Catalogue of Life.